# بريندا كوان
بريندا كوان (بالإنجليزية: Brenda Cowan)‏ هي إمرأة إطفاء أمريكية، ولدت في 9 مايو 1963 في ستورغيس في الولايات المتحدة، وتوفيت في 13 فبراير 2004 في ليكسينغتون في الولايات المتحدة.